# Happy Times
Happy Times (幸福时光, Xingfu shiguang) és una pel·lícula xinesa dirigida per Zhang Yimou, estrenada el 2000. La pel·lícula és basada en la novel·la Shifu, You'll Do Anything for a Laugh, escrita per Mo Yan.

## Argument
A Zhao li agraden les dones plenetes. Després de múltiples decepcions, coneix finalment l'ànima bessona, una vídua molt ufanosa que consent a casar-se amb ell a condició que reuneixi una important suma de diners per al dia de la cerimònia. Aquest modest jubilat fa llavors crida a la generositat dels seus amics per reunir el muntant exigit, però aquest és massa elevat. Amb la complicitat del seu antic aprenent Li, Zhao s'improvisarà com a director d'hotel…

## Repartiment
- Zhao Benshan: Zhao.
- Dong Jie: Wu Ying.
- Dong Lifan: La sogra.
- Fu Biao: Petit Fu.
- Li Xuejian: Li.
- Leng Qibin: El germanastre de Wu Ying.
- Niu Ben: El vell Niu.
- Gong Jinghua: Aunty Liu
- Zhang Hongjie: Lao Zhang.
- Zhao Bingkun: Lao Bai.

## Premis i nominacions
- Nominació a la Punta d'or, en el Festival Internacional de Cinema de Valladolid 2002.
- Premi a la millor actriu (Dong Jie), premi FIPRESCI i Punta d'argent, en el Festival Internacional de Cinema de Valladolid 2002.